# Српски конзулат у Трсту
Српски конзулат у Трсту је некад постојао као генерални конзулат Краљевине Србије а данас постоји генерални конзулат Републике Србије у Трсту.

## Конзули
Конзули су у доба Краљевине Србије били Соломон Кабиљо, Иван Занковић, Марко Мариновић, Петар Карастојановић, Бранко Мушицки, Јован Христић, Хајим Давичо, Милосав Куртовић, Корнелијус Ритер фон Горуп и Милан Милојевић.
- Александар Цинцар-Марковић конзул Краљевине СХС